# Vilken underbar trygghet jag nu har
Vilken underbar trygghet jag nu har (engelsk originaltitel Leaning on the Everlasting Arms) är en sång från 1887 med text av Elisha Albright Hoffman och musik av Anthony J. Showalter. Sten-Sture Zettergren har översatt och bearbetade texten 1985.
Den svenska texten är upphovsrättsligt skyddad.

## Publicerad i
- Levande sång 1984, som nr 658 under rubriken "Trygghet - Glädje".
- Psalmer och Sånger 1987 som nr 640 under rubriken "Att leva av tro - Förtröstan - trygghet".[2]
- Segertoner 1988 som nr 558 under rubriken "Att leva av tro - Förtröstan - trygghet".[1]
- Frälsningsarméns sångbok 1990 som nr 597 under rubriken "Erfarenhet och vittnesbörd".